# ХТЗ-5020 (трактор)
ХТЗ-5020 — марка колісного трактора з колісною формулою 4х4, що випускається в різних модифікаціях на Харківському тракторному заводі з 1994 року. Призначений для механізації трудомістких робіт у сільському, лісовому та комунальному господарствах, у промисловому виробництві та будівництві в комплексі зі змінними навісними, напівнавісними і причіпними машинами, а також транспортування різних вантажів у транспортних засобах загальною масою 5 - 6 т.

## Модифікації
- ХТЗ-5020 — базова модель дизельним двигуном ВТЗ Д-120 потужністю 40 к.с.[2]
- ХТЗ-6020 — модифікація ХТЗ-5020 з дизельним двигуном Deutz F4L1011F потужністю 60 к.с.[3]
- ХТЗ-6021 — модифікація ХТЗ-5020 з дизельним двигуном 4ДТА потужністю 60 к.с.